# Lohfelden
Lohfelden település Németországban, Hessen tartományban. Lakosainak száma 14 395 fő (2023. december 31.).

## Népesség
A település népességének változása:
| Lakosok száma | 14 118 | 14 202 | 14 252 | 14 393 | 14 395 |
|               | 2017   | 2019   | 2021   | 2022   | 2023   |